# تیتانیوم دی‌سیلیسید

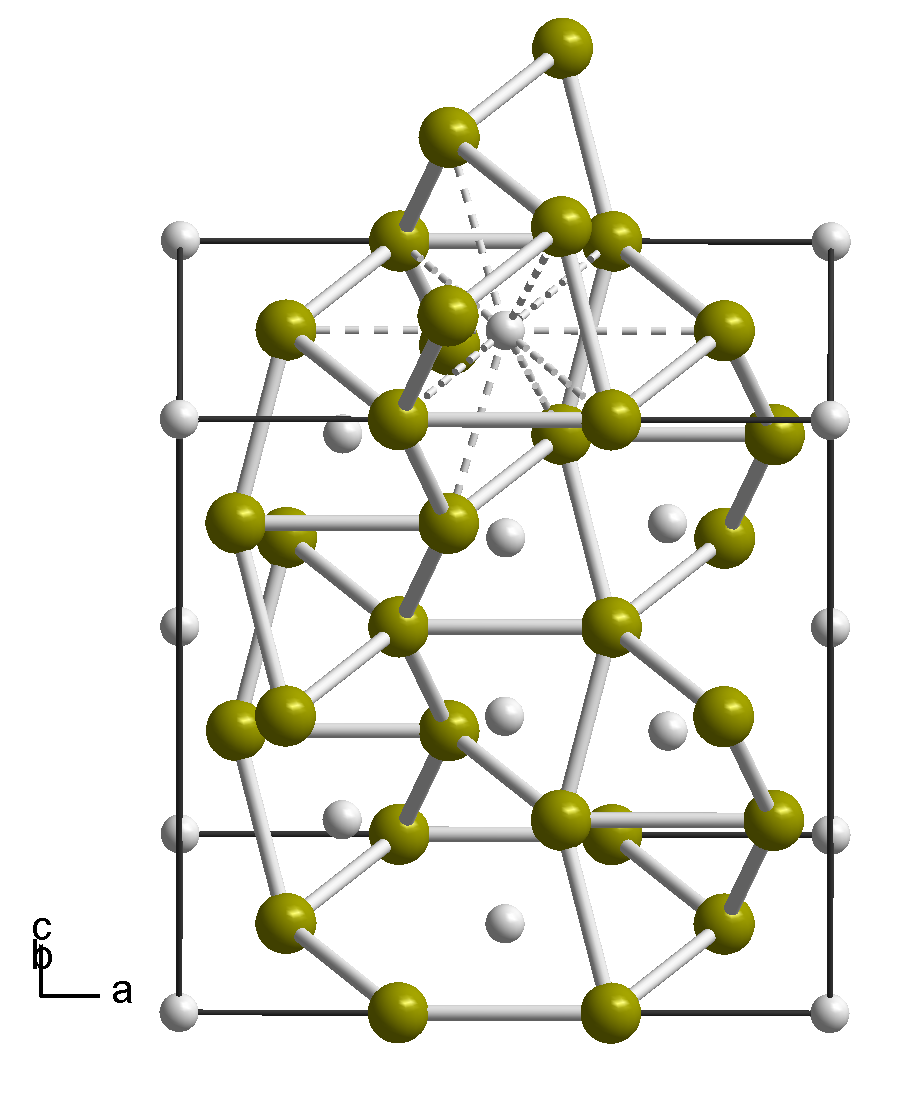
ساختار کریستالی TiSi2، ساخته شده توسط الماس ۴

تیتانیوم دی‌سیلیسید (به انگلیسی: Titanium disilicide) با فرمول شیمیایی TiSi۲ یک ترکیب شیمیایی است. که جرم مولی آن ۱۰۴٫۰۳۸ g/mol می‌باشد. شکل ظاهری این ترکیب، پودر زرد است.